# أندي ريبلي (لاعب كرة قدم)
أندي ريبلي (بالإنجليزية: Andy Ripley)‏ هو لاعب كرة قدم بريطاني في مركز نصف الجناح، ولد في 10 ديسمبر 1975 في ميدلزبرة في المملكة المتحدة. لعب مع دارلينجتون إف سى.